# Hans in allen Gassen (1930)
Hans in allen Gassen ist eine deutsche Kriminalfilmkomödie aus dem Jahre 1930 von Carl Froelich mit Hans Albers in der Titelrolle eines journalistischen Tausendsassas. Der Geschichte liegt der Roman „Smarra“ (1929) von Ludwig Wolff zugrunde.

## Handlung
Hans Steindecker macht seinem Namen als Hans Dampf in allen Gassen alle Ehre, er ist der Inbegriff des rasenden Reporters. Wo immer etwas los ist, Hans ist bereits da und berichtet darüber in seinem Blatt, der „M.Z.“. Diesmal hat es ihn nach Genf verschlagen, denn dort tagt gerade der Völkerbund. Das wäre für Hans in allen Gassen nicht unbedingt ein Grund, mit Begeisterung zu berichten, jedoch ein Mord, dem er höchst persönlich beiwohnt, schon. Jedenfalls ist vor allen Augen aus dem Off ein Schuss gefallen, das Opfer war ein wichtiger Delegierter. Hans entdeckt eine Kamera mit Schussvorrichtung. Doch Steindeckers Berichte bleiben aus, auf einmal ist der rasende Reporter selbst wie vom Erdboden verschluckt. Der „M.Z.“-Chefredakteur entsendet daraufhin seinen Redakteur Elfenstock mit dem eigenen Firmenflugzeug nach Genf, um erstens nach dem rechten und zweitens nach Hans Steindecker zu sehen.
Kaum dem Flugzeug entstiegen, stürzt eine rassige junge Frau namens Nelly auf den unter Flugübelkeit leidenden Elfenstock zu und drückt diesem einen Schlüssel in die Hand. Dann entschwindet jene mysteriöse junge Frau mit dem Zeitungsflieger ebenso schnell wie sie aufgetaucht war. Der Schlüssel gehört zu einem Hotel zu dem sich Elfenstock daraufhin sofort mit dem Taxi fahren lässt. Der Portier dort weist dem Redakteur das zu der Schlüsselnummer passenden Hotelzimmer zu. Es knarrt die Verbindungstür zum Nachbarzimmer und geht schließlich auf: In der Schwelle steht der vermisste Kollege. Steindecker ist ziemlich erbost, statt einer Dame seinen Berliner Kollegen zu sehen, hatte er sich doch gerade auf ein Techtelmechtel mit der soeben mit dem Flugzeug entfleuchten Nelly gefreut. Vor lauter Enttäuschung tunkt er erst einmal wütend den Kollegen Elfenstock in das von diesem kurz zuvor eingelassene Badewannenwasser.
Eigentlich ist Steindecker mit der braven, blonden und auch etwas langweiligen Sekretärin Elisabeth verlobt. Doch diese mysteriöse Nelly, die sich aus dem Staub gemacht hat, hatte es ihm angetan. Hans ist sich ziemlich sicher, dass die etwas mit dem Mord zu tun haben müsse, zumal sie Hans händeringend bat, sie mit dem Auto schnellstmöglich über die Grenze zu bringen. Augenblicklich telegrafiert Steindecker nach Berlin, man möge jene schwarzhaarige Dame sofort festhalten, wenn sie mit dem Zeitungsflugzeug daheim ankommen werde. Schließlich findet Hans in allen Gassen in Nizza, wohin sich Nelly zu ihrem Mann, einem gewissen Soranzo, verdrückt hat, die wahren Hintergründe für den Mordanschlag heraus. Die sind nämlich nicht etwa politischer, sondern vielmehr privater Natur: Es handelt sich schlicht um einen Fall banaler Eifersucht. Nelly hatte den tödlichen Schuss abgegeben. Steindecker hat sich als smarter Detektiv-Reporter erwiesen und wird sich die dunkle Wildkatze, „die in Genf gekratzt hat“, wie er sich ausdrückt, aus dem Kopf schlagen und zu seiner braven Elisabeth zurückkehren.

## Produktionsnotizen
Hans in allen Gassen entstand zwischen dem 15. September und dem 3. Oktober 1930 in Berlin (das Mossa-Haus als Pressegebäude und der Lunapark), Genf (Völkerbundspalast), Montreux, Nizza, Cap d’Antibes und in mehreren deutschen Ostseebädern (Heringsdorf, Ahlbeck, Swinemünde). Die Uraufführung erfolgte am 23. Dezember 1930 im Berliner Capitol-Kino. Die Wiener Premiere fand im März 1932 statt. Hier lief der Film unter dem Titel Der Liebesreporter, in der österreichischen Provinz auch unter dem Titel Das große Abenteuer.
Friedrich Pflughaupt übernahm die Produktionsleitung. Die Filmbauten entwarf Franz Schroedter, Joseph Massolle übernahm die tontechnische Leitung.

## Kritiken
In Die Stunde ist über den Hauptdarsteller zu lesen: „Man hat wieder Gelegenheit – und der Regisseur Carl Fröhlich [sic!] weiß sie eben so geschickt wie geschmackvoll zu nutzen – Hans Albers in allen möglichen Lagenbewundern zu können. Er kommt mit allem brillant zu Rande. Auch sonst bietet der Film viel Sehenswertes: Blendende Landschaftsaufnahmen aus der Schweiz und dem Süden, spannende Verwicklungen, raffinierte Lösungen und gute schauspielerische Leistungen.“
Im Tagblatt war zu lesen: Der Film „unterscheidet sich aber sowohl im Eingang als auch im Ausgang sehr erheblich von dem berühmt gewordenen Roman. Der Film ist viel spannender als der Roman. […] Der Film, der auch eine wunderschöne Ausstattung zeigt, ist vorzüglich besetzt.“
Wiens sozialistische Arbeiter-Zeitung hielt nicht viel von dem Film: „Karl [sic!] Froelich […] war von allen guten Geistern verlassen, als er mit Hans Albers den ‚Liebesreporter‘ inszenierte. Daß ein Regisseur, der künstlerischen Geschmack hat und sich in langjähriger Arbeit um die Hebung des Filmniveaus bemüht, einen Film macht, dessen Wirkung einzig und allein auf der selbstgefälligen Starpose des Herrn Albers beruht, ist an sich beschämend; unbegreiflich aber, daß Froelich einen rein handwerksmäßig so unzulänglichen Film liefern konnte. […] Die langwierige, verworrene und am Schluß völlig unverständliche Fabel wurde ohne Sorgfalt heruntergedreht.“
Auch der Allgemeine Tiroler Anzeiger war alles andere als begeistert. Hier hieß es: „[…] man merkt dem Film doch stark an, dass er Hals über Kopf für den ‚Star‘ zurechtgezimmert wurde. Aber es ist Tempo in der Sache. […] Tempo, Tempo! Was verschlägt es, daß man bei dem Tempo selber den Faden verliert. In der Aufregung der Sensationen merkt man’s gar nicht.“